# Yuzhong
Yuzhong (en chino simplificado, 渝中区; pinyin, Yúzhōng qū) es un distrito urbano bajo la administración del municipio de Chongqing, en el centro de la República Popular China. Su área es de 23 km² y su población para 2017 fue más de 600 mil habitantes.

## Administración
Desde enero de 2015 el distrito de Yuzhong se divide en 11 pueblos que se administran en subdistritos.

## Geografía
La ciudad se encuentra rodeada en tres parte por agua, convirtiéndola así en una península.Debido al espacio limitado, su geografía es montañosa.
Yuzhóg es el principal centro de negocios de la provincia de Chongqing y al ser tan pequeña en área posee una densidad muy alta en población y grandes edificios para vivir.